# Västerbotten (condado)
O Condado de Västerbotten (em sueco: Västerbottens län;  ouça a pronúncia), raramente da Vestrobótnia ou da Bótnia Ocidental, é um dos 21 condados (län) em que a Suécia está atualmente dividida.                                                                                                                                                                                          

Situado na região histórica (landsdel) da Norlândia, abrange a província histórica (landskap) de Västerbotten, assim como o sul da província histórica da Lapônia e uma pequena parte do nordeste da província histórica de Ångermanland.

Ocupa 13,5% da superfície total do país, e tem cerca de 279 520 habitantes (2024).                                                                                                            A sua sede administrativa (residensstad) está na cidade de Umeå.

Ao contrário do resto da Suécia, a identidade regional dos habitantes das províncias históricas da Lapónia, Norrbotten e Västerbotten não está focada nessas províncias mas sim nos condados atuais de Norrbotten e Västerbotten.

## História
O Condado de Västerbotten foi fundado em 1638 - incluindo então o futuro condado de Norrbotten. Em 1810, este mesmo condado de Norrbotten ganhou autonomia própria, e desde essa altura o condado de Västerbotten tem praticamente a forma atual.

### Condado e Províncias históricas
O Condado de Västerbotten abrange a província histórica de Västerbotten e o sul da província histórica da Lapónia (Lappland), assim como uma pequena parcela da Ångermanland.

O Condado de Västerbotten
A Província histórica da Västerbotten
A Província histórica da Lappland

### Brasão
O seu brasão está baseado nos brasões das 3 províncias históricas de que é composto -  Västerbotten, Lapónia e Ångermanland .

## Geografia

### Comunas
O condado de Västerbotten está dividido em 15 comunas:

| 1. Bjurholm 2. Dorotea 3. Lycksele 4. Malå 5. Nordmaling | 1. Norsjö 2. Robertsfors 3. Skellefteå 4. Sorsele 5. Storuman | 1. Umeå 2. Vilhelmina 3. Vindeln 4. Vännäs 5. Åsele |

### Cidades principais
As principais cidades do condado são:

- Umeå          (91916 habitantes)
- Skellefteå  (36388 habitantes)
- Lycksele  (8660 habitantes)
- Holmsund  (6046 habitantes)
- Vännäs         (4567 habitantes)
- Ursviken  (3844 habitantes)
- Vilhelmina  (3356 habitantes)
- Skelleftehamn  (3213 habitantes)
- Sävar          (3050 habitantes)
- Nordmaling  (2656 habitantes)

### Comunicações
O condado é atravessado de norte a sul pelas estradas europeias E4, ao longo do litoral do Mar Báltico, e E45, pelo interior, e ainda  pela estrada europeia E12, oeste a leste.      Existem ligações ferroviárias asseguradas pela Linha do Interior (Dorotea-Östersund-Vilhelmina-Storuman-Sorsele) e pela linha do Norte da Norrland (Umeå-Skellefteå).                                                                                                                                                           Dispõe de aeroportos em Umeå, Skellefteå, Lycksele, Vilhelmina e Hemavan, e de portos de mercadorias em Umeå, e Skellefteå, assim como portos de passageiros em Umeå e Skellefteå.

### Educação

#### Ensino superior
- Universidade de Umeå (Umeå universitet; Umeå)

## Política e administração regional

### Órgão administrativo regional
Como subdivisão regional, o condado é chefiado por um governador (landshövding), nomeado pelo governo, e tem a missão de executar as tarefas administrativas do estado nesse mesmo condado, contando para tal com o ”Conselho Administrativo do Condado da Västerbotten” (Länsstyrelsen i Västerbottens län). 

### O condado e a região
No mesmo território do Condado de Västerbotten (län), opera a Região Västerbotten (region). Enquanto que o condado é um órgão administrativo – cujo governador é nomeado pelo estado, a região é um órgão político – eleito pelos cidadãos, e responsável pela gestão local da saúde, transportes, cultura, etc…

### O condado na União Europeia
No âmbito da União Europeia, o Condado de Västerbotten é uma unidade estatística do tipo (Nuts 3).